# Ditomyia fasciata
Ditomyia fasciata is een muggensoort uit de familie van de Ditomyiidae. De wetenschappelijke naam van de soort is voor het eerst geldig gepubliceerd in 1818 door Meigen.